# سروت توفیک آغاج
سروت توفیک آغاج (انگلیسی: Servet Teufik Agaj) بازیکن فوتبال اهل آلبانی است که در سال ۱۹۳۰ برای اسکندربو کورچه بازی بود. او اولین قهرمانی باشکاهی آلبانیایی را در سال ۱۹۳۳ با این باشگاه کسب کرد، فصلی که در آن او با ۷ گل در ۵ بازی به عنوان بهترین گلزن به پایان رسید.